# Döbris
Döbris war bis zum 30. Juni 2009 eine Gemeinde im Burgenlandkreis in Sachsen-Anhalt und bestand zuletzt nur noch aus dem von 1948 bis 1950 neu entstandenen Ortsteil Neu-Pirkau. Der Ort Döbris selbst musste dem Tagebau Pirkau weichen.

## Geschichte
Während des Zweiten Weltkrieges mussten mehrere hundert Kriegsgefangene sowie Frauen und Männer aus den von Deutschland besetzten Ländern im Riebeck-Konzern Zwangsarbeit verrichten. Zur Erinnerung an 79 Opfer der Zwangsarbeit wurde 1966 im Tagebau Pirkau eine Gedenkstätte errichtet.
1945 wurde der Nachbarort Schwerzau eingemeindet. Das der Gemeinde namengebende Dorf Döbris, Kreis Hohenmölsen, wurde 1967 aufgelöst und dessen Ortslage durch den fortschreitenden Tagebau Pirkau des einstigen Braunkohlenkombinats 'Erich Weinert' Deuben abgebaggert. Schwerzau wurde 1994 umgesiedelt und 1995 durch den Tagebau Profen abgebaggert.
Zusammen mit Geußnitz, Kayna, Nonnewitz und Würchwitz wurde Döbris am 1. Juli 2009 in die Stadt Zeitz eingemeindet. Letzter Bürgermeister von Döbris war Roland Meuche.